# Rubén dos Santos
Rubén dos Santos (Montevideo, 16 novembre 1969) è un ex calciatore uruguaiano, di ruolo difensore.

## Palmarès

### Club

#### Competizioni nazionali
- Liguilla Pre-Libertadores de América: 1

Defensor: 1995